# Anna Morandi Manzolini
Anna Morandi Manzolini (ur. w 1716, zm. w 1774) – włoska anatom.

## Biografia
Nauczyła się anatomii i umiejętności preparowania zwłok ludzkich od swojego męża-lekarza. Wkrótce zasłynęła jako zdolna anatom i mianowano ją asystentką w Instytucie Anatomii w Bolonii, a następnie powierzono jej katedrę anatomii na Uniwersytecie Bolońskim. Anatomia zawdzięcza jej wiele odkryć, m.in. jako pierwsza zaczęła tworzyć woskowe modele biologiczne i anatomiczne (później powszechnie używane w szkołach wyższych). Wykonywała takie modele dla wszystkich uczelni włoskich i wielu zagranicznych, m.in. do Londynu i Petersburga.
W Polsce modele wykonane przez Annę Morandi Manzolini kolekcjonowała Teofilia Konstancja z Radziwiłłów Morawska.